# 斉藤一美 うるわしの夜
斉藤一美 うるわしの夜（さいとうかずみ うるわしのよる）は、2007年から2009年まで放送されていた文化放送の番組。

## 概要
野球シーズンの文化放送ライオンズナイターおよび文化放送ホームランナイター（終了）で試合がないとき（月曜日は除く）の文化放送の単発生放送ラジオ番組である。17:57-19:00放送。雨天中止時の雨傘番組でもある。まれに21:30までの拡大放送を行う。
パーソナリティの斉藤一美は、当番組を「文化放送唯一の（本当の意味での）自作自演番組」と表現している。これは、放送開始の2007年より斉藤一美を含む文化放送スポーツ部所属アナウンサーはディレクター等を兼任しており、当番組は出演者である斉藤一美自身が番組構成やゲストの出演交渉を行っているためである。斉藤が文化放送の出社日ではない日や、野球中継担当予定で雨天中止になった場合は、他の文化放送スポーツ部アナウンサーが緊急で代役を担当する場合もある。
番組タイトルはいきものがかりの楽曲「うるわしきひと」からであるという。
2010年シーズンは、2009年オフに放送された「センパツ!」が同年までのこの番組と同じ役目を果たすことになったため、本番組は編成されなかった。明確に終了が宣言されたわけではないが、2009年の最終放送の時点で斉藤はそのことを示唆していた。
なお、2022年シーズンの同時間帯に「斉藤一美 ど〜かひとつ!」が編成されることになり、斉藤は13年ぶりにライオンズナイターの雨傘枠を単独で担当した（不定期担当だった「センパツ!」も含めると12年ぶり）。

## パーソナリティー
- 斉藤一美（文化放送アナウンサー）

### ピンチヒッター
いずれも当時文化放送アナウンサー
- 槇嶋範彦（2007年7月27日・2009年6月5日放送分担当）

2007年は放送予定の福岡ソフトバンクホークス対西武ライオンズ戦が西武球団側のトラブルによって中止に伴うための措置、2009年は同日放送予定のプロ野球交流戦横浜ベイスターズ対埼玉西武ライオンズ戦が雨天中止に伴うための措置。
- 扇一平（2008年4月24日放送分担当）

同日放送予定の千葉ロッテマリーンズ対埼玉西武ライオンズ戦が雨天中止に伴うための措置。

## 番組コーナー
- 「似てる人コーナー」
  - 「ズミスポ」で好評だったため「うるわし」でも2009年から行われるようになったコーナー。似てる2人（原則として片方はスポーツ関係）を募集するコーナー。おもしろかったネタはコーナータイトルになる。コーナータイトルを賭けた防衛戦方式で行われる。
- 「浜松町トゥギャザー」
  - パーソナリティ斉藤と当日のゲストとのトークコーナー。前述の通り、ゲストの出演交渉は斉藤自身が行っている。番組の性格上スポーツ界関係のゲストが多い。
- 「ニュースひととおり」
  - 話題に上がっているニュースに関して、文化放送の報道記者などによる解説を行うコーナー。2008年度は9月19日分までコーナー休止。
- 「クイズDEトゥギャザー」
  - 放送時間が拡大された際に放送されたコーナー。前述の「浜松町トゥギャザー」のゲストの発言の一部を伏せて再生し、その伏せられた言葉を聴取者がFAXかEメールで回答する。正答者に抽選でプレゼントがあったが、誤答でも斉藤一美を笑わせることができた回答を寄せた聴取者にも異なるプレゼントが贈られた。さらに両者のプレゼントを同一日に獲得した聴取者には特別プレゼントがあったため、正答よりも誤答（つまり"ネタ"）の方が多く寄せられるという事態を招いた。
- 「北京の曇り空」
  - 北京オリンピックを控えた2008年4月 - 8月の大会直前までの期間限定コーナー。北京オリンピックに出場が決定した競技種目の日本代表選手を毎回1つずつ紹介していく。
- 「愛してマスコット」
  - 2009年に「北京の曇り空」の時間帯に置かれたコーナー。マスコットに関したエピソードを披露する。

## 放送日一覧
○…「ライオンズナイター」枠での放送　●…「ホームランナイター」枠での放送
1. 2007年3月29日○
2. 2007年4月20日○
3. 2007年5月3日○
4. 2007年5月4日○
5. 2007年5月10日○
6. 2007年5月11日○
7. 2007年5月20日●
8. 2007年5月24日○
9. 2007年5月26日●
10. 2007年5月29日○（-21:30の3時間33分拡大放送）
11. 2007年6月1日○
12. 2007年6月3日●
13. 2007年6月7日○
14. 2007年6月21日○（-21:30の3時間33分拡大放送）※交流戦予備日
15. 2007年6月22日○
16. 2007年6月23日●
17. 2007年6月26日○（-21:30の3時間33分拡大放送）※交流戦予備日
18. 2007年6月27日○※交流戦予備日
19. 2007年7月1日●
20. 2007年7月7日●
21. 2007年7月8日●
22. 2007年7月21日●（-20:00の2時間03分拡大放送）
23. 2007年7月22日●（-20:00の2時間03分拡大放送）
24. 2007年7月27日○（槇嶋範彦のうるわしの夜で18:45-21:30の放送）[1]
25. 2007年9月6日○
26. 2007年9月20日○（当初-21:30の3時間33分拡大放送となる予定だったが、毎年9月に放送している「セプテンバー・コンサート」を19:00-21:30に放送したため、通常放送となった）
27. 2007年9月25日○（-21:30の3時間33分拡大放送、2007年度最終回）
28. 2008年4月17日○（2008年度初回）
29. 2008年4月18日○
30. 2008年4月24日○（扇一平のうるわしの夜で19:01-21:30の放送）
31. 2008年4月29日○
32. 2008年5月6日○
33. 2008年5月8日○
34. 2008年5月20日○※西武ドームの都合上西武とヤクルトのみ2008年の交流戦は1日遅れの試合開始に。
35. 2008年5月27日○（-21:30の3時間33分拡大放送※2008年度拡大版初回※）※交流戦予備日
36. 2008年6月5日○※交流戦予備日
37. 2008年6月13日○※交流戦予備日
38. 2008年6月19日○※交流戦予備日
39. 2008年6月20日○※交流戦予備日
40. 2008年6月25日○※交流戦予備日
41. 2008年7月4日○
42. 2008年7月10日○
43. 2008年7月17日○
44. 2008年8月5日○（-21:30の3時間33分拡大放送。「北京の曇り空」スペシャル）
45. 2008年9月12日○
46. 2008年9月19日○
47. 2008年9月25日○（2008年はこれが最後。9月30日～はナイターオフ編成。）
48. 2009年4月29日○（2009年度初回）
49. 2009年5月5日○
50. 2009年5月7日○
51. 2009年5月21日○※交流戦予備日（-21:30の3時間33分拡大放送。2009年度拡大版初回。）
52. 2009年5月26日○※交流戦予備日（-21:30の3時間33分拡大放送。）
53. 2009年6月4日○
54. 2009年6月5日○（槇嶋範彦のうるわしの夜で18:30-21:30の放送）
55. 2009年6月12日○
56. 2009年6月18日○※交流戦予備日（-21:30の3時間33分拡大放送。）
57. 2009年6月23日○※交流戦予備日（予定）
58. 2009年6月25日○※交流戦予備日（予定）（-21:30の3時間33分拡大放送。）
59. 2009年7月17日○
60. 2009年7月29日○※こまちスタジアムの楽天×西武が雨天中止のため急遽放送
61. 2009年7月30日○
62. 2009年9月23日○
63. 2009年9月24日○（-21:30の3時間33分拡大放送。）
64. 2009年10月2日○（2009年度最終回。-21:30の3時間33分拡大放送）

- 24回目と25回目の放送の間が開いているのは、この時期に平日の西武戦及び土・日曜の巨人戦ナイターの予定がない日がほとんど存在しなかったこと及び、2007年のナイターシーズンには毎月1回「竹内靖夫の電リク・ハローパーティー」の放送枠を組まれていたことによるものと見られる。
- 2008年度は基本的に西武戦の放送がない平日（月曜日を除く）の17:57-19:00までの放送とし、ホームランナイターの中継がない土・日曜は放送されないことになった。これは吉田涙子アナの「ビッグサウンズスペシャル」が放送されることに伴うための措置であると考えられる。但し、千葉マリンスタジアムやクリネックススタジアム宮城などで開催される試合が雨天中止になった場合は、斉藤アナもしくは同局のスポーツアナが担当する「うるわしの夜」が放送される。
- 同年6月26日にも放送が予定されていたが、直前の23日（月曜日）に急遽横浜対西武戦の中継が決まり、23日に放送予定だった月曜レギュラー（「岩本勉のまいどスポーツ」から「田原総一朗 オフレコ!」）が26日へスライド放送されたため1回幻の放送となった。ちなみに23日の同試合の実況は斉藤アナが担当し、西武は敗れた。